# لعبت بإتقان وها هي مفاتيحي
لعبتُ بإتقان وها هي مفاتيحي..، أحد الكتب النثرية من مؤلفات الشاعر العربي السوري نزار قباني، صدرت في عام 1990، عن رياض الريس للكتب والنشر في لندن، المملكة المتحدة.